# Linhe (köping i Kina, Ningxia)
Linhe (kinesiska: 临河, 临河镇) är en köping i Kina. Den ligger i den autonoma regionen Ningxia, i den nordvästra delen av landet, omkring 18 kilometer sydost om regionhuvudstaden Yinchuan. Antalet invånare är 16 723. Befolkningen består av 4 161 kvinnor och 12 562 män. Barn under 15 år utgör 8,0 %, vuxna 15-64 år 89 %, och äldre över 65 år 2,0 %.
Genomsnittlig årsnederbörd är 307 millimeter. Den regnigaste månaden är juli, med i genomsnitt 80 mm nederbörd, och den torraste är december, med 1 mm nederbörd.